# پیل پی۵۰
پیل پی۵۰ (Peel P50) خودرویی است که در جزیره من تولید شده‌است. طراحی آن توزیع نیروی پیشران بوده طول آن در حالت طبیعی ۱۳۴ سانتیمتر (۵۲٫۸ اینچ)، عرض آن در حالت طبیعی ۹۹ سانتیمتر (۳۹٫۰ اینچ) و ارتفاع آن در حالت طبیعی ۱۲۰ سانتیمتر (۴۷٫۲ اینچ) و وزن آن در حالت طبیعی ۵۹ کیلوگرم (۱۳۰ پوند) است.
موتور آن ۶۳–۶۴: DKW 49 cc, ۴٫۲ hp, fan-cooled (۶۱ کیلومتر بر ساعت (۳۸ مایل بر ساعت) top speed)
۲۰۱۱ سی‌سی سیستم جعبه‌دندهٔ آن ۳ دنده به صورت دستی است.